# Mejevoi (Saràtov)
|  | Per a altres significats, vegeu «Mejevoi». |

Mejevoi (en rus: Межевой) és un poble (un possiólok) de l'óblast de Saràtov, a Rússia, segons el cens del 2019 tenia 338 habitants. Pertany al districte municipal d'Engels.